# گنادی زیوگانوف
گنادی آندریویچ زیوگانوف (روسی: Генна́дий Андре́евич Зюга́нов؛ زادهٔ ۲۶ ژوئن ۱۹۴۴) سیاستمدار و رهبر حزب کمونیست روسیه است. وی در سال ۱۹۹۶ در دور دوم انتخابات ریاست جمهوری روسیه۴۰٫۳۱ درصد آرا را کسب کرد.